# シーホース (イギリス潜水艦)
シーホース (HMS Seahorse) はイギリス海軍の潜水艦。S級の第1グループ。

## 艦歴
チャタム工廠で建造。1931年3月16日発注。1931年9月14日起工。1932年11月15日進水。1933年10月2日就役。
1938年9月22日、駆逐艦「フォックスハウンド」と衝突。

### 第二次世界大戦
1939年8月24日に「シーホース」はダンディーより出航し、スタヴァンゲル南西の哨区へ向かう。9月5日、ダンディーへの帰路、「シーホース」はイギリス空軍第233飛行隊のアンソンから爆撃された。最初の潜水時に後部の水平舵が動かなくなり、浮上後に再度潜水した際に海底に衝突してアスディックドームが破損した。9月6日、ダンディーに帰投。
9月16日、ダンディーより2度目の哨戒に出発。9月17日、「シーホース」は北海でデンマーク船「N.J. Ohlsen」を攻撃中のドイツ潜水艦「U36」に対し魚雷3本を発射したが外れた。10月2日、ダンディーに帰投。
10月17日、ロサイスより3度目の哨戒に出発。スカゲラク海峡へ向かう。10月30日、潜水艦を発見するが、攻撃前に潜水されてしまった。10月31日、ロサイスに帰投。
11月12日、Blythより4度目の哨戒に出発。オランダの北西へ向かう。11月18日、駆逐艦2隻を発見するが攻撃は行えなかった。11月28日、Blythに帰投。12月13日に5度目の哨戒に出発するが、呼び戻され12月15日にBlythに戻った。
「シーホース」は12月26日にBlythから6度目の哨戒に出発し、帰還しなかった。「シーホース」の沈没理由については次のような可能性が上げられている。
- 1940年1月7日にドイツの第1掃海隊がヘルゴラント島の西20浬で浮上中の潜水艦を発見し、その潜水艦の潜水後に爆雷攻撃を行っており、それによって「シーホース」は撃沈された[7]。なお、第1掃海隊は攻撃の成果は確認していない[8]。

- 12月29日にヘルゴラント島の南西で機雷原啓開船「Sperrbrecher IV Oakland」が「シーホース」を沈めた[7]。「Sperrbrecher IV Oakland」は潜望鏡らしきものを発見後に水中の物体に衝突しており、多量の油も確認している[7]。

- 命令通りであれば「シーホース」は12月29日に南へ向かっているはずであるが、その経路上にはドイツの対潜機雷が3か所に敷設されており、そのいずれかの場所は潜航状態で通過したはずである[9]。その際、「シーホース」は触雷した[9]。